# Simos Simonis
Simos Simonis, gr. Σίμος Σιμώνης (ur. 23 lipca 1966) – cypryjski łucznik, uczestnik Letnich Igrzysk Olimpijskich 1992.
Wystartował w konkursie indywidualnym, który ukończył na przedostatnim 74 miejscu wyprzedając tylko reprezentanta Bhutanu, Pema Tsheringa.